# Mahboob Ali Khan
Asaf Jah VI, còn được gọi là Mir Mahboob Ali Khan Siddiqi GCB GCSI (17 tháng 8 năm 1866 – 29 tháng 8 năm 1911), là Nizam chính thức thứ 6 và áp chót của Nhà nước Hyderabad đến từ Nhà Asaf Jahi. Ông cai trị Hyderabad, phiên vương quốc giàu có và đông dân nhất trong Đế quốc Ấn Độ thuộc Anh từ năm 1869 đến năm 1911.
Ông là cha của Mir Osman Ali Khan vị Nizam thứ 7 và cuối cùng của Hyderabad, người được Tạp chí Time bình chọn là một trong những người giàu nhất thế giới ở mọi thời đại, tài sản ước tính tương đương 2% GDP của Hoa Kỳ vào năm 1937.